# Le Quatrième Siècle
Le Quatrième siècle est un roman d'Édouard Glissant publié le 1er janvier 1964 aux éditions du Seuil et ayant reçu le prix Veillon en 1965.

## Résumé
Ce livre, dédié à la mémoire d'Albert Béville (1917-1962), dit Paul Niger, présente les rencontres de papa Longoué et de Mathieu le fils, dans les années 1940, en Martinique, et de leurs séances, où le jeune pousse l'ancien à rétablir la complexité des vies écoulées. 
Le dialogue retrace les parcours de leurs deux familles, les Longoué et les Béluse, aux histoires croisées, depuis 1788 où leurs deux ancêtres esclaves ont débarqué de la case du Rose-Marie, bateau négrier, dont l'un marronne, l'autre reste en servitude. 
La fiction donne à voir divers aspects des réalités anciennes des Caraïbes.

## Détails
- Lieux : Plantation l'Acajou (une ruche), Propriété Senglis (ancre de décrépitude), Grand-Rivière, la Côte, la Pointe, la Pointe des Sables, Baie des Diamants, Morne des Esses, Morne des Acacias, Roche-Carrée, Croix-Mission, Bois-Lézard, Fonds-Brûlé, La Touffaille, Pitons du Carbet...
- Autres lieux : le pays au-delà des eaux, la maison des esclaves là-bas, sur l'autre rive, et au loin Saint-Domingue...
- Personnages masculins : Longoué (Monsieur-La-Pointe, 1750c-1830c), Béluse (-1830c), Melchior Béluse (1791-1882c), Liberté Longoué (1792-1831), Anne Béluse (1794-), Apostrophe Longoué (1835-1877), Saint-Yves Béluse (1835-1882), papa Longoué (1872-1945), Zéphirin Béluse (1872-), Ti-René Longoué (1890-1915), Mathieu Béluse (1891-), Pamphile, Sainte-Rose, Mathieu Béluse le fils (1926-), Mathieu Charlequint, Raphaël Targin, Larroche...
- Personnages féminins : Louise (Man-Louise), Liberté Longoué (de Melchior, vers Celat, 1833-), Adélie, Stéphanise Béluse (1834-), Marie Celat (Mycéa), Edmée Targin (1873-1898), Aurélie, Madame Marie-Rose, tante Félicia, Cydalise, Eudorcie, Mycéa...
- Autres personnages masculins (blancs) : La Roche (1750c-1848), (Gustave Anatole Bourbon) Senglis, capitaine Duchêne, officiers divers, géreurs, commandeurs, (capitaine Lapointe)...
- Autres personnages féminins (blancs) : Cydalise Marie Éléonor Nathalie (dite Marie-Nathalie),
- Autres : le serpent, la tête de bouc, le signe du serpent, les signes, la vieille haine, la feuille de vie et de mort, la barrique, les serpents...
- Scènes : Liberté Longoué et Anne Bélise reproduisant les rivalités de leurs pères, rencontre Longoué-La Roche, délivrance des documents d'identité en 1848 avec dénomination des esclaves, mulâtres, marrons (Senglis devient Glissant...), dernier convoi négrier en 1848, retour du père Targin, quimbois, vie de lycéen vers 1940, fin de papa Longoué...
- brève référence aux ancêtres autochtones : Caraïbes, Galibis, Ygneris[1],[2],[3] (ou Arawaks ou Taïnos ou de langue arawakienne ?) (p. 268, fin chap. XII).
- formules : la vieille haine, le bagage qui est au fond, le long vertige de la révélation, le trou noir du temps et de l'oubli : C'est toutes ces feuilles de vie et de mort qu'il faut laisser pourrir maintenant.
- hypothèse sur le titre : le quatrième siècle débuterait (en 1778, ou) en 1848 (Décret d'abolition de l'esclavage du 27 avril 1848), après déjà trois siècles de colonisation, de déportation de populations africaines, de commerce triangulaire, de malheurs et de malédictions, de luttes, de métissages, de renoncement au passé, de constitution d'un nouveau monde, ici antillais, martiniquais, à partir de quoi tout pourrait recommencer : l'aurore, qui commencerait en 1946...

## Éditions
- Le IVe siècle, Éditions du Seuil, 1964.
- Le Quatrième siècle, Éditions Gallimard, 1997.